# Пет Шоп Бойс
Пет Шоп Бойс (на английски: Pet Shop Boys) е британско електро-поп дуо, основано през 1981 г. в Лондон. Членовете на групата са Нийл Тенант (вокали, клавирни инструменти, китара) и Крис Лоу (клавирни).

## Музикална история
Пет Шоп Бойс е една от най-плодотворните и една от най-успешните в комерсиално отношение британски групи. През последните 25 години групата е продала близо 100 милиона албума в световен мащаб. От 1986 г. до днес те имат 42 сингли в Top 30 и 22 сингли в Top 10 във Великобритания, включително четири номер едно хита: West End Girls, It's A Sin, Always On My Mind и Heart.
На церемонията по връчването на Британските музикални награди (BRIT Awards) през 2009 г. Пет Шоп Бойс получиха приз за изключителен принос към музиката. Последният за момента албум на групата – Electric, е реализиран на 15 юли 2013 г.

## Дискография

### Албуми
1. Please 1986
2. Actually 1987
3. Introspective 1988
4. Behaviour 1990
5. Very 1993
6. Bilingual 1996
7. Nightlife 1999
8. Release 2002
9. Fundamental 2006
10. Yes 2009
11. Elysium 2012
12. Electric, 2013
13. Super, 2016
14. Hotspot, 2020
15. Nonetheless, 2024

### Сингли
- 1984 West End Girls
- 1986 One More Chance
- 1985 Opportunities (Let's Make Lots Of Money)
- 1985 West End Girls (преиздаден)
- 1986 Love Comes Quickly
- 1986 Opportunities (Let's Make Lots Of Money) (преиздаден)
- 1986 Suburbia
- 1986 Paninaro
- 1987 It's A Sin
- 1987 What Have I Done To Deserve This?
- 1987 A New Life
- 1987 Rent
- 1987 Always On My Mind
- 1987 Do I Have To
- 1988 Heart
- 1988 Domino Dancing
- 1988 Left To My Own Devices
- 1989 It's Alright
- 1990 So Hard
- 1990 Being Boring
- 1991 Where The Streets Have No Name (I Can’t Take My Eyes Off You)/How Can You Expect To Be Taken Seriously?
- 1991 Jealousy
- 1991 DJ Culture
- 1991 Was It Worth It?
- 1993 Can You Forgive Her?
- 1993 Go West
- 1993 I Wouldn't Normally Do This Kind Of Thing
- 1994 Liberation
- 1994 Absolutely Fabulous
- 1994 Yesterday, When I Was Mad
- 1995 Paninaro'95
- 1996 Before
- 1996 Se A Vida Е (That’s The Way Life Is)
- 1996 Single-Bilingual
- 1997 A Red Letter Day
- 1997 Somewhere
- 1999 I Don't Know What You Want But I Can't Give It Any More
- 1999 New York City Boy
- 2000 You Only Tell Me You Love Me When You're Drunk
- 2002 Home And Dry
- 2002 I Get Along
- 2002 London
- 2003 Miracles
- 2004 Flamboyant
- 2006 I'm With Stupid
- 2006 Minimal
- 2006 Numb
- 2007 Integral
- 2009 Love etc.
- 2009 Did You See Me Coming?
- 2009 Beautiful People
- 2010 Together
- 2012 Winner
- 2012 Leaving
- 2012 Memory Of The Future
- 2013 Axis
- 2013 Vocal
- 2013 Love Is A Bourgeois Construct
- 2013 Thursday
- 2014 Fluorescent
- 2016 The Pop Kids